# Armavir (ciutat antiga)
Armavir —Արմավիր en idioma armeni — va ser una gran ciutat comercial i la capital de l'antiga Armènia, a la que donà nom, durant el regnat de la dinastia Oròntida. És a 1 km a l'oest del nou poble d'Armavir, del segle xvii.

## Història

### Antiguitat
L'àrea de l'antiga Armavir va estar habitada des del segle vi aC. Diversos artefactes d'obsidiana, objectes de bronze i ceràmica han estat trobats d'aquell període. Armavir va ser considerada com l'antiga capital d'Armènia, i que va ser fundada pel rei Aramais el 1980 aC.
Durant la primera meitat del segle viii aC, el rei Argisti I d'Urartu va construir una fortalesa a l'àrea i la va nomenar Argištiḫinili. El 331 aC, quan Armènia estava sota el poder de la dinastia Oròntida, la dinastia va afirmar la seva independència de l'Imperi Aquemènida, i Armavir va ser triada com la capital d'Armènia. S'han trobat plaques d'argila del període aquemènida, escrites en llengua elamita, sobre episodis de l'èpica de Guilgameix. També s'han trobat diverses inscripcions en grec koiné realitzades al voltant del segle iii aC, incloent-hi poesia d'Hesíode, línies d'Eurípides, una llista de mesos macedonis, i els noms de reis oròntides.
D'acord amb l'historiador armeni del segle v Moisès de Khorèn, Armavir va ser la primera capital de l'Armènia bagràtida -encara que, des d'un punt de vista geogràfic, la primera capital d'Armènia va ser Van. Moisès ha conservat en la tradició que quan el rei Valarsace es va assentar a Armavir (cap a l'any 149 aC) va construir allí un temple, i va sol·licitar al príncep Simbaci de la dinastia Bagratuní que deixés la seva religió i el culte als ídols. Però Simbaci va rebutjar-ho. Moisès explica també que quan el rei Tigranes II d'Armènia -a qui col·loca en el tron entre el 90 i el 36 aC-, va enviar una expedició a Palestina, amb l'objectiu de venjar-se de la reina Cleòpatra d'Egipte, va portar d'allà un gran nombre de jueus en captivitat, i aquests es van establir a Armavir i a Vardges. Moisès afirma que més tard els jueus van ser transferits d'Armavir a Yervandashat, i van tornar a ser traslladats una altra vegada, sota el regnat d'Artaxes I d'Armènia, a la nova capital d'Artàxata. Quan el rei Sapor II de Pèrsia va envair Armènia (360-370), va allunyar d'Artaxaat 30.000 famílies armenies i 9.000 de jueves, aquestes últimes portades pel rei Tigranes de Judea, i llavors va destruir completament la ciutat.
Durant l'antiguitat, Armavir va estar presa per l'Imperi Part, l'Imperi Romà, l'Imperi Selèucida i l'Imperi Romà d'Orient abans que fos conquistada pels àrabs l'any 645.

### Armavir medieval
La sobirania àrab va durar fins al primer quart del segle ix. La dinastia sàjida va dirigir aquesta regió durant el segle novè. Després la dinastia georgiana Bagrationi va ser la que es va fer càrrec de la regió. L'Imperi Romà d'Orient la va reconquerir el 1045 però l'any 1064 va passar a formar part de la dinastia selèucida, que la va rebatejar amb el nom de Sardarabad. Aquesta regió va anar canviant de mans entre georgians, armenis i jorezmitas després de la caiguda dels selèucides. Els mongols van capturar la regió el 1239 i van fundar el Il-kanat el 1256. La regió va passar a mans cobànides el 1353, a la Dinastia jalayírida el 1357 i a Qara Qoyunlu el 1388. Tamerlà la va capturar el 1400. Qara Qoyunlu la va reprendre el 1407 dels timúrides. Tot i així, Xah Rukh, que era un governant timúrida, la va capturar els anys 1421 i 1429. Jahan-Xah, que era un governant Qara Qoyunlu la va tornar a prendre el 1447.

### Sobirania otomana
La sobirania de Qara Qoyunlu va durar fins que Uzun Hasan, governant d'Aq Qoyunlu, la va conquerir el 1468 i va quedar sota el seu poder fins que el 1501 Ismaïl I la va conquerir. Ismail I va ser el fundador de l'Imperi safàvida. La regió va estar ocupada temporalment per l'Imperi Otomà el 1514, 1534, 1548 i 1553. Va ser recuperada pel governant safaví Abbas I el Gran el 1603. Sota el govern d'Abbas, els armenis d'Armavir van ser reassentats a Pèrsia i l'antiga Armavir va ser finalment abandonada.
L'assentament va quedar abandonat fins que el 1613 set famílies armènies van construir un nou poble a un quilòmetre a l'est de l'antic emplaçament d'Armavir. Va ser ocupat pels otomans entre 1635–1636 i entre 1724–1736. A la caiguda de l'imperi safàvida, Armavir es va convertir en part del Kanat d'Erevan.

## Govern
La guerra russopersa (1826-1828) es va iniciar a causa de la demanda persa de reconquerir els territoris perduts a mans de Rússia entre 1804 i 1813. Al principi, els perses van fer fora els russos de Transcaucàsia el 1826. Malgrat això, el comandant general de l'exèrcit rus, Iván Paskévich, va reconquerir Transcaucàsia i va ampliar els seus territoris fins a, punt d'incloure el Kanat d'Erevan el 1827.
Aquesta regió va passar formalment de la dinastia qajar a la sobirania russa després del Tractat de Turkmenchay el 1828. Armavir es va convertir en l'uyezd Sardarabad de l'óblast d'Armènia, que al seu torn es va convertir en la Gubèrnia d'Erevan el 1840. Aquesta situació es va perllongar fins a la Revolució de Febrer de 1917.

### Revolució de 1917
Després de la Revolució de Febrer, la regió estava sota l'autoritat del Comitè Especial Transcaucàsic del Govern Provisional Rus i posteriorment de l'efímera República Democràtica Federal de Transcaucàsia. Quan la RDFT va ser dissolta el maig de 1918, aquesta regió va passar a mans de la República Democràtica d'Armènia, amb un paper destacat en la història d'Armènia per la Batalla de Sardarapat. Allí, les forces armènies van evitar un extermini i van repel·lir l'exèrcit de l'Imperi Otomà, que amb la Campanya del Caucas tenien com a objectiu ocupar Erevan.
Encara que els otomans no van ocupar la major part de la gubèrnia d'Erevan, van forçar els armenis a signar el Tractat de Batum el juny de 1918. L'exèrcit otomà es va retirar després de signar l'Armistici de Mudros, i d'aquesta manera Armavir va tornar a pertànyer a la República Democràtica d'Armènia el novembre de 1918.